# Принципат Вай
33°49′08″ пд. ш. 151°14′58″ сх. д. / 33.8188093° пд. ш. 151.2494073° сх. д.
Принципат Вай, Князівство Вай (англ. The Principality of Wy) — австралійська мікронація розташована в сіднейському передмісті Мосман. Проголошена у 2004 році внаслідок довгої суперечки з місцевою владою.
Принц Пол Десплат також описує свою країну як «Князівство художників», а офіційна сторінка віртуальної держави містить обрані арт-роботи, виконані художниками, що мають зв'язки з князівством та підтримують візуальне мистецтво.

## Історія
В 1993 сім'я Делпретів захотіла прокласти під'їзд до свого дому через незабудовану дорогу біля Ваярджинського Заповідника. Однак одинадцять років потому ситуація так і не була вирішена.
Церемонія відбулась 15 листопада 2004 року в Мосман Town Hall в ході якої було оголошено про відділення від ради Мосман. У повному обмундируванні, від імені всього князівства, принц Вай презентував декларацію про незалежність, що була названа Указом Сецессирона, меру Мосман.
Після цього інформація про князівство була опублікована як в міжнародній, так і в місцевій пресі, включаючи Sky News, The Daily Telegraph UK, The Sydney Morning Herald, The Daily Telegraph (Australia), The National (Abu Dhabi) і Kuwait Times.
Через високий інтерес медіа в 2010 Принц Пол був запрошений Дк. Джуді Латтасом, з Соціологічного Факультету університету Маккуорі на один із семінарів в рамках вивчення мікронацій. У травні 2011 департамент краєзнавства Мосманської Ради випустив інтерв'ю з Принцом Полом як частину проекту «Обличчя Мосмана».

## Розташування
Князівство розташоване у муніципалітеті Мосман, штат Новий Південний Уельс, і займає площу близько 700 м². Посольство Вай знаходиться в передмісті Джордж Гайтс, штат Новий Південний Уельс. Експорт включає в себе картини, гравюри і скульптури жителів.
День проголошення незалежності, 15 листопада 2004 року, оголошено «Днем Вай».

## Інтерпретація в інших сферах
Співак Док Нісон написав власну композицію присвячену князівству.
У популярному японському аніме «Хеталія та країни Осі», Князівство Вай разом з іншими мікронаціями як-то Сіленд, з'являлось як персоніфікація власної нації поруч з такими країнами як Німеччина, Англія чи Росія.